# 埃斯菲格迈诺斯修道院
埃斯菲格迈诺斯修道院（希臘語：Μονή Εσφιγμένου）是希腊阿索斯山的一座东正教修道院，供奉耶稣升天. 它在阿索斯半岛北部，毗邻大海。靠近希利安达里乌修道院，位于所有阿索斯山修道院的最北端。埃斯菲格迈诺斯修道院在阿索斯山修道院中排名第18位，自1970年代初以来一直卷入法律和宗教纠纷。这是阿索斯山最大的修道院，有大约100名修士。

## 名称
埃斯菲格迈诺斯意为收紧。可能是因为它三面环山，一面临海。

## 历史
目前的修道院可追溯到10世纪，但传统认为该修道院由拜占庭皇帝狄奧多西二世及其姐姐普尔喀丽亚建于5世纪。
在希腊独立战争期间，该修道院作为半岛的最北端，受到蹂躏阿索斯山的奥斯曼军队严重影响。然而，在此期间，它也经历了一定程度的繁荣。在马其顿抗争期间，修道院支持希腊游击队对抗保加利亚。

## 建筑

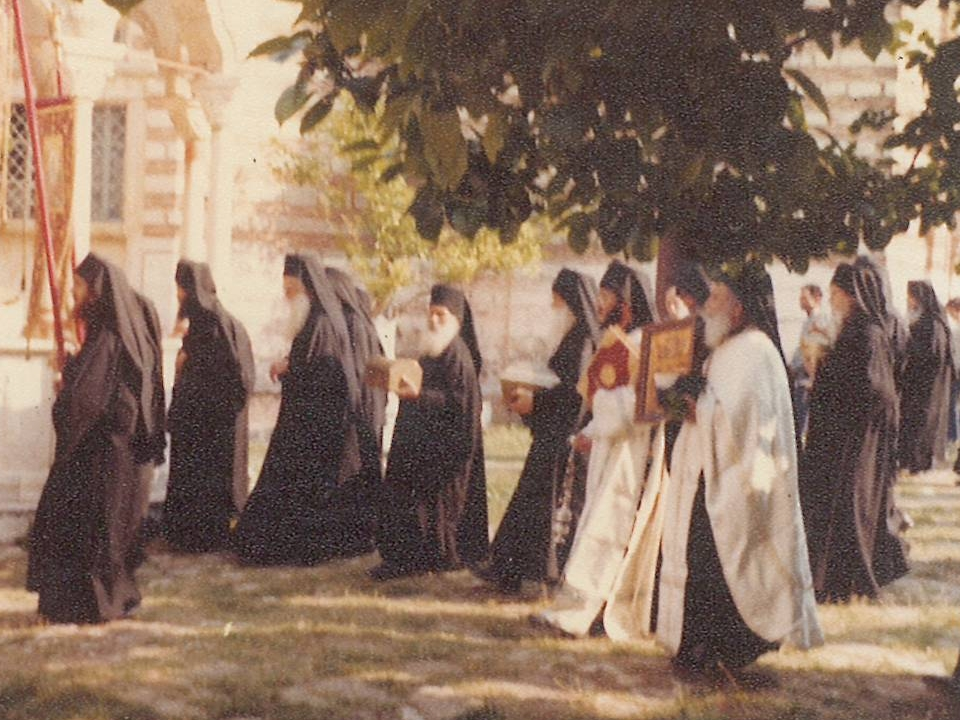

虽然修道院创办不迟于11世纪，目前的建筑大部分建于19世纪上半叶。其大致轮廓为矩形，宽敞的院子中间是教堂，周围是修士宿舍、客房以及食堂。耶稣升天教堂建于1806-1810年，于1811年祝圣。教堂宽敞雄伟，有8个圆顶，中央穹顶最大。食堂是修道院最古老的建筑。

## 书目
- Kadas, Sotiris. . Athens: Ekdotike Athenon. ISBN 960-213-199-3 （希腊语）.
- Official Site of the Esphigmenou monastery under Patriarchate of Constantinople （页面存档备份，存于）